# Parti communiste de la fédération de Russie
Ne doit pas être confondu avec Communistes de Russie.

Drapeau du Parti communiste de la fédération de Russie.

Le Parti communiste de la fédération de Russie (en russe : Коммунистическая партия Российской Федерации (Kommounistitcheskaïa partia Rossiskoï Federatsii), abrégé КПРФ (KPRF), en français : PCFR) est un parti politique russe.
Fondé après l'interdiction du Parti communiste de la république socialiste fédérative soviétique de Russie, le parti se réclame de l'héritage du Parti communiste de l'Union soviétique et des Bolcheviks.
Devenu dès ses débuts le premier parti d'opposition en Russie, le parti obtient, lors des élections législatives de 2021, 19 % des voix et 57 sièges à la Douma.

## Histoire
Le Parti communiste (KPRF) est fondé en 1993 et devient aussitôt le parti dominant à gauche. Tout au long des années 1990 et 2000, le KPRF demeure le parti disposant de la plus large base militante (jusqu'à 500 000) et le seul en mesure d'organiser de grandes manifestations face au régime de Boris Eltsine, puis de Vladimir Poutine, malgré un accès très restreint aux grands médias.
Au parlement, après un lent démarrage avec seulement 12,4 % des voix au premier tour des élections législatives de 1993, il est passé à 22 % des voix au scrutin de 1995, ce qui en faisait alors de loin le premier parti politique russe, atteignant 24 % lors des élections de 1999, puis chutant de façon spectaculaire à 13 % des voix lors des élections législatives de 2003, n’obtenant que 51 des 450 sièges de la Douma. Lors des législatives de 2007, le KPRF a rassemblé 11,6 % des voix, soit une légère baisse en pourcentage, mais une augmentation du nombre de voix obtenues par le parti (plus de 8 millions) et du nombre de sièges détenus à la Douma (57, ce qui fait de lui la seconde force parlementaire du pays et le premier parti d’opposition). Le KPRF jouit de soutiens solides dans les oblasts de Tambov (19,17 %), d'Orel (17,58 %) et de Briansk (17,09 %).
Dans toutes les élections présidentielles organisées depuis la fin de l'Union soviétique, le candidat communiste arrive systématiquement en deuxième position au premier tour. En 1991, Ryjkov arrive derrière Eltsine avec 17 % des voix. En 1996, Guennadi Ziouganov obtient 32 % des voix, talonnant Eltsine (35 %), qui le bat au second tour. Lors de l’élection de 2000, Ziouganov reste relativement stable avec 29 % des voix, mais Poutine remporte une victoire écrasante avec 53 % dès le premier tour. Lors de l’élection présidentielle de 2004, Poutine obtient 71 % de voix, alors que le candidat soutenu par le KPRF, Kharitonov, n’obtient que 14 %. Si l’on prend en considération le fait que Kharitonov (dirigeant du Parti agrarien de Russie) a été considéré comme un homme de paille, il s'agit d'un résultat meilleur que prévu, montrant que le KPRF a encore une importante base d'appui.
L'élection présidentielle russe de 2008, si elle consacre la victoire du candidat soutenu par Poutine, Medvedev (70 % des voix), montre un net redressement du score du KPRF, Guennadi Ziouganov obtenant 17,7 % des suffrages exprimés. Il obtient enfin 17,18 % des voix à l'élection de 2012.

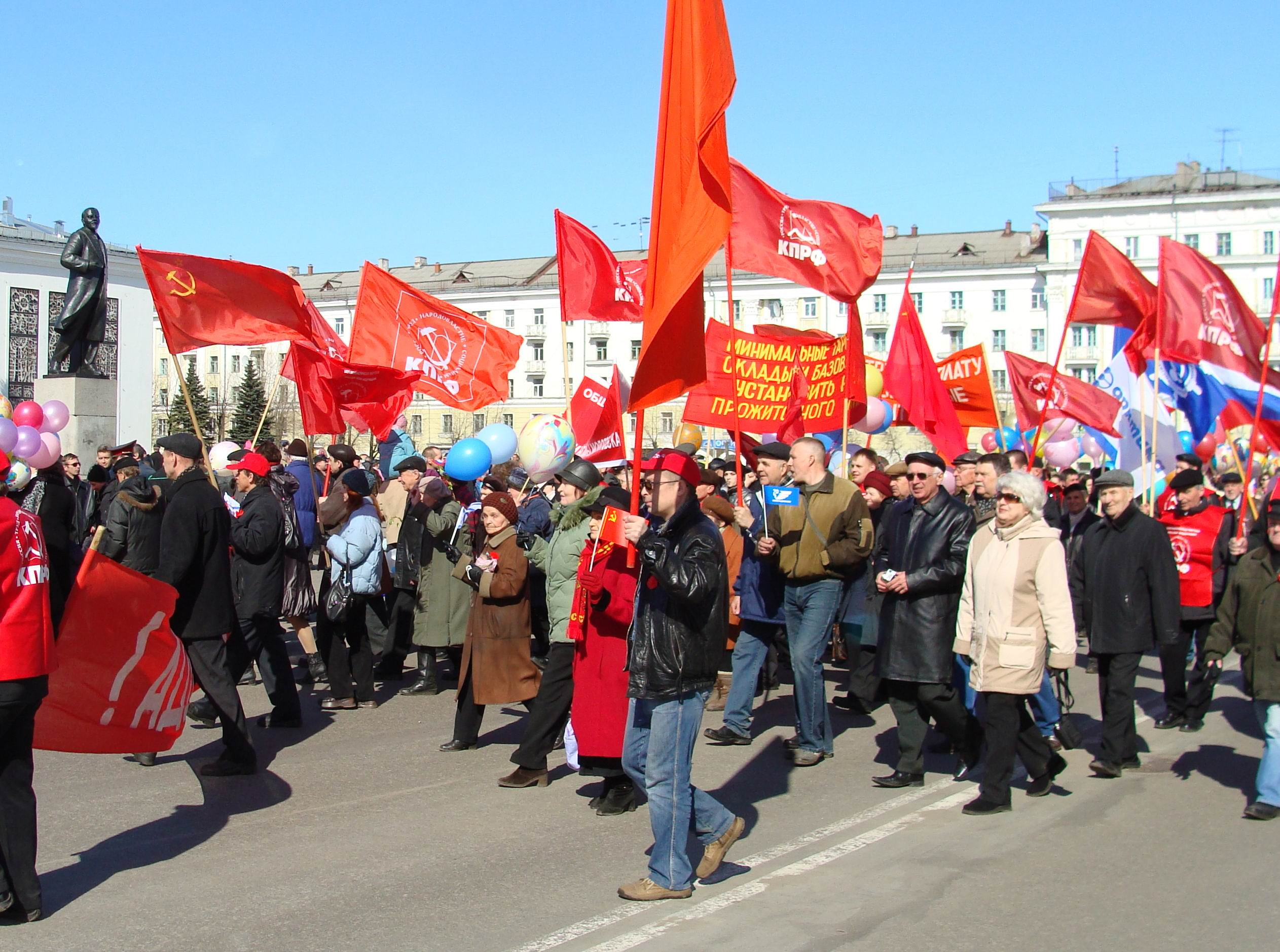
Défilé de membres du parti le 1 mai 2009.

Le KPRF a obtenu de bons résultats à l’occasion de plusieurs élections locales. En février 2005, il réussit à battre le parti pro-Kremlin, Russie unie, lors d’élections à l'assemblée législative régionale autonome de Nénétsie, obtenant 27 % des suffrages. Cette victoire inattendue est suivie par une percée lors de l’élection à la Douma, le 4 décembre 2005, le parti remportant 16,75 % des suffrages et quatre sièges. Il s'agit du meilleur résultat jamais obtenu pour le KPRF à Moscou. D’après certains observateurs, l'absence du parti Rodina lors de ce scrutin pourrait avoir indirectement contribué au succès des communistes.
Le 11 mars 2007, des élections ont eu lieu pour désigner les membres de 14 assemblées législatives régionales et locales. Le KPRF y a enregistré des résultats relativement bons et progresse dans plusieurs territoires. Il termine ainsi deuxième dans l’oblast d’Orel (23,78 %), l'oblast d'Omsk (22,58 %), l'oblast de Pskov (19,21 %), l'oblast de Samara (18,87 %), l'oblast de Moscou (18,80 %), l'oblast de Mourmansk (17,51 %) et l'oblast de Tomsk (13,37 %).
Le 21 mai 2007, le KPRF a obtenu un important succès lors de l'élection des maires de Volgograd. Grebennikov, candidat communiste, a été élu maire avec 32,47 % des voix, devenant ainsi le plus jeune maire d'une capitale régionale.
Les élections législatives de 2011 se traduisent par un net rebond électoral du parti, qui atteint selon les résultats officiels 19,19 % des voix (+7,62 points) et obtient l’élection de 92 députés (+35). Ces élections sont cependant entachées de multiples fraudes et l'opposition se mobilise pour en contester les résultats, selon elle frauduleux. Une étude réalisée par un groupe d'expert et publiée par le quotidien RBK Daily (en) estime que le Parti communiste serait le véritable vainqueur de ces élections, obtenant de 25 à 30 % des voix.
En 2016, le parti présidentiel Russie unie, conforté par la popularité de Vladimir Poutine dans un contexte de tension avec les États-Unis, remporte une large victoire. Le Parti communiste recule à 13,34 % des voix mais se maintient comme le second plus important parti de Russie. Lors des élections de 2021, le KPRF remonte à 19 % des voix selon des résultats officiels contestés. Selon les observateurs, son score réel, hors bourrage d’urnes, serait plus proche de 30 %.

## Dirigeants du parti

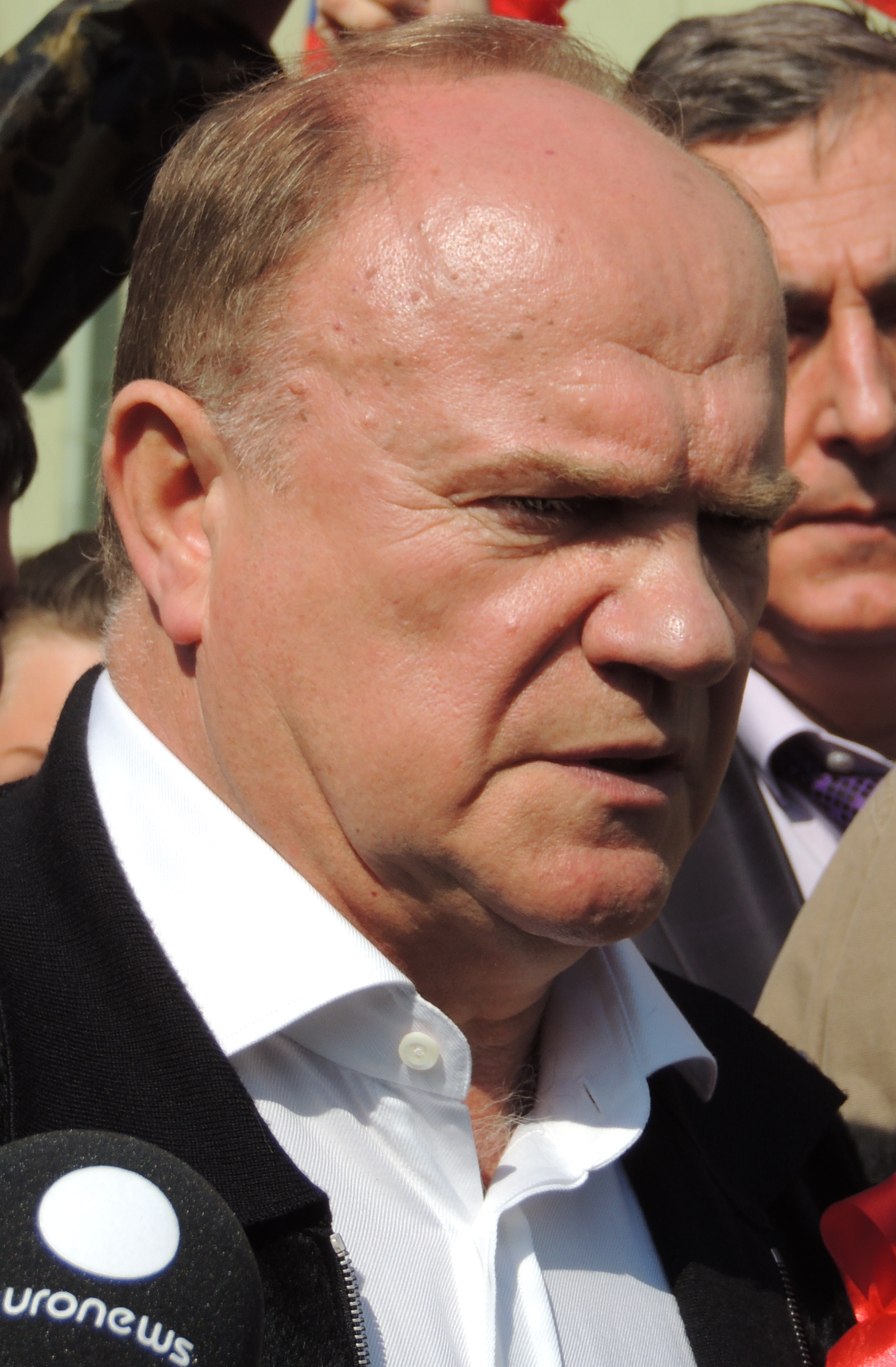
Guennadi Ziouganov, actuel dirigeant du KPRF.

Le KPRF est dirigé par Guennadi Ziouganov. Des collaborateurs externes, comme le philosophe Alexandre Douguine, qui a contribué à pousser le parti dans la direction du nationalisme, ont aidé à structurer le parti lors de ses premières années d’existence. Lors de l’élection présidentielle de 1996, le KPRF a été soutenu par d'éminents intellectuels comme Alexandre Zinoviev (un ancien dissident soviétique, devenu partisan du communisme à l'époque de la perestroïka), ou le physicien Jaurès Alferov, qui a reçu le prix Nobel de physique en 2000.
Un nouveau mouvement de gauche a été fondé à l'initiative du KPRF le 7 août 1996. Nommée Union populaire patriotique de Russie (NPSR), elle comprend plus de 30 organisations de gauche et « patriotes ». Guennadi Ziouganov est son président. Il obtient le soutien du parti en tant que candidat à la présidence de la Russie lors de nombreuses élections présidentielles.
Ziouganov a taxé l’élection de 2003 de « spectacle révoltant », et a accusé le Kremlin d’avoir créé de toutes pièces le parti Rodina (aujourd’hui dissous dans Russie juste) pour lui voler ses voix.
Guennadi Ziouganov est accusé par des communistes plus radicaux d'avoir laissé le pouvoir russe "domestiquer" le KPRF : en échange de l'existence légale du parti (Boris Eltsine ayant envisagé d’interdire l'idéologie communiste, à l'instar de certains régimes d'Europe de l'Est dans les années 1990), il aurait tacitement renoncé à s'opposer aux orientations stratégiques du gouvernement (privatisation de l'économie, politique extérieure). Guennadi Selezniov en 2001, Sergueï Glaziev (en) en 2003 et Guennadi Semiguine (en) en 2004 ont été les plus notables « dissidents » à Guennadi Ziouganov au sein du parti. Une faction minoritaire a critiqué la décision d’inclure des candidats « millionnaires » (tels que Sergueï Sobko (en), directeur général et propriétaire de la compagnie TEKHOS) dans des listes constituées par le KPRF, ce qui était considéré comme entrant en contradiction avec les tendances marxistes-léninistes et anti-oligarchiques du parti.

## Programme
Le Parti communiste défend la nationalisation des secteurs clé de l’économie, le « retour à l’amitié des peuples », la restauration de la gratuité de l’enseignement et de la médecine.
En dehors de son attachement à la « doctrine marxiste-léniniste dynamique », le KPRF présente une inclinaison nationaliste et proclame la nécessité de protéger la civilisation russe face aux assauts de l'Occident. La ligne politique actuelle du parti est influencée par les écrits de l'historien Lev Goumilev et considère que la lutte des classes s'est transformée en lutte entre les civilisations. Ainsi, malgré des remous en interne, il a approuvé l'invasion russe de l'Ukraine en 2022, la présentant comme une lutte contre un « gouvernement fasciste ». Le chef du parti, Guennadi Ziouganov, a appelé la Douma à une mobilisation générale,.
Le parti soutient aussi le conservatisme social et a voté en faveur de l'interdiction de la « promotion des relations sexuelles non traditionnelles auprès des mineurs », communément appelée loi russe sur la propagande homosexuelle,.
Le KPRF est surtout apprécié des classes populaires et des personnes âgées. Il est cependant affaibli par la forte précarisation de la classe ouvrière dont il se réclame, celle-ci étant désormais largement absente de la scène politique.

## Critiques
Le théoricien marxiste russe Boris Kagarlitsky écrivait en 2001 : « Il suffit de rappeler qu'au sein du mouvement communiste lui-même, le parti de Ziouganov n'était d'abord ni l'unique organisation, ni la plus importante. Peu à peu, cependant, toutes les autres organisations communistes ont été chassées de la vie politique. Cela s'est produit non pas parce que les organisations en question étaient faibles, mais parce que c'était le KPRF qui avait reçu l'approbation officielle du Kremlin comme seule opposition reconnue ». Andrei Brejnev, petit-fils du dirigeant soviétique Leonid Brejnev, a critiqué le rapprochement de Ziouganov, chef du parti, avec l'Église orthodoxe russe.

## Résultats électoraux

### Élections présidentielles
| Année | Candidat           | 1er tour   | 1er tour | 2d tour      | 2d tour      |
| Année | Candidat           | Voix       | %        | Voix         | %            |
| ----- | ------------------ | ---------- | -------- | ------------ | ------------ |
| 1996  | Guennadi Ziouganov | 24 211 686 | 32,00    | 30 113 306   | 40,30        |
| 2000  | Guennadi Ziouganov | 21 928 468 | 29,21    | Non-qualifié | Non-qualifié |
| 2004  | Nikolaï Kharitonov | 9 513 313  | 13,69    | Non-qualifié | Non-qualifié |
| 2008  | Guennadi Ziouganov | 13 243 550 | 17,96    | Non-qualifié | Non-qualifié |
| 2012  | Guennadi Ziouganov | 12 318 353 | 17,18    | Non-qualifié | Non-qualifié |
| 2018  | Pavel Groudinine   | 8 659 206  | 11,77    | Non-qualifié | Non-qualifié |
| 2024  | Nikolaï Kharitonov | 3 768 470  | 4,37     | Non-qualifié | Non-qualifié |

### Élections législatives
| Année | Voix       | %     | Rang | Sièges    |
| ----- | ---------- | ----- | ---- | --------- |
| 1993  | 6 666 402  | 12,40 | 3e   | 65 / 450  |
| 1995  | 15 432 963 | 22,30 | 1er  | 157 / 450 |
| 1999  | 16 196 024 | 24,29 | 1er  | 113 / 450 |
| 2003  | 7 647 820  | 12,61 | 2e   | 52 / 450  |
| 2007  | 8 046 886  | 11,57 | 2e   | 57 / 450  |
| 2011  | 12 599 507 | 19,19 | 2e   | 92 / 450  |
| 2016  | 7 019 752  | 13,34 | 2e   | 42 / 450  |
| 2021  | 10 660 599 | 18,96 | 2e   | 57 / 450  |